# 18F
18F est une agence fédérale du gouvernement fédéral américain. 18F fait partie du General Services Administration et aide les administrations américaines à développer des services numériques efficaces. Le nom provient de l'adresse du siège au croisement de la 18e rue NW et de la rue F à Washingtion D.C.